# Ladislav Klíma
Ladislav Klíma (août 1878, Domažlice, ouest de la Bohême - 19 avril 1928, Prague) est un philosophe et écrivain tchécoslovaque influencé par George Berkeley, Schopenhauer et Nietzsche.

## Biographie
Né en 1878 à Domažlice (Bohême occidentale), mis au ban de tous les établissements d'enseignement de l'Empire autrichien, Ladislav Klima vit, tour à tour, comme rentier, conducteur d'une machine à vapeur, gardien d'une usine hors service, fabricant d'un ersatz de tabac, dramaturge et journaliste. Philosophe du vécu, solipsiste convaincu, il pousse la pensée de Schopenhauer et de Nietzsche au-delà de ses plus extrêmes limites, publie trois volumes de fragments théoriques et laisse, en mourant à Prague en 1928 – ignoré de la plupart de ses compatriotes, sujet de scandale pour d'autres, auteur culte pour un petit nombre –, une immense œuvre manuscrite, aussi bien romanesque que philosophique.

### La suréthique
La "suréthique", concept philosophique amoral et libertaire énoncé par Ladislav Klíma, peut se résumer à cette proposition : « Fais systématiquement ce qui est interdit. »

### Œuvres
- Les Souffrances du prince Sternenhoch (1928), Éditions de la Différence, 18 septembre 1990, deuxième édition 1990, roman “grotesque” traduit du tchèque et présenté par Erika Abrams, collection : Latitudes, 208 p.  (ISBN 978-2729101794) ; 3e édition révisée, collection : Minos, 2012,  (ISBN 978-27291-1991-1)

- Ce qu'il y aura après la mort et autres textes, Éditions de la Différence, 1988, traduits du tchèque et préfacés par Erika Abrams, collection : Latitudes, 337 p.  (ISBN 2-7291-0283-3)

- Némésis la glorieuse (1932), Éditions de la Différence, 1988, deuxième édition 1990, roman traduit du tchèque et présenté par Erika Abrams, collection : Latitudes,  (ISBN 2-7291-0284-1)

- Instant et éternité (1927), Éditions de la Différence, 1990, essais traduits du tchèque et présentés par Erika Abrams, collection : Philosophia perennis,  (ISBN 2-7291-0558-1)

- La Marche du serpent aveugle vers la vérité, Éditions de la Différence, 1990, roman traduit de l'allemand et présenté par Erika Abrams, collection : Latitudes,  (ISBN 2-7291-0443-7)

- Traités et diktats (1922), Éditions de la Différence, 1990, essais traduits du tchèque et présentés par Erika Abrams, collection : Philosophia perennis, 237 p.  (ISBN 2-7291-0475-5)

- Le Grand Roman, Éditions de la Différence, 1991, Grand Prix national de traduction 1994, texte établi, traduit du tchèque et présenté par Erika Abrams. Épuisé.

- Le Monde comme conscience et comme rien (1904), Éditions de la Différence, 1995, essai traduit du tchèque et présenté par Erika Abrams, collection : Philosophia perennis, 211 p.  (ISBN 2-7291-1055-0)

- Je suis la volonté absolue. Autobiographie(s) (1937), Éditions de la Différence, collection : Lire et Relire, 2012, 330 p., traduit du tchèque par Erika Abrams, postface de Jan Patocka.

- Œuvres complètes (avec notes et appareil critique)
  - Œuvres complètes I : Tout. Écrits intimes, 1909-1927, Éditions de la Différence, 2001, texte établi, traduit du tchèque, de l'allemand et du latin, annoté et présenté par Erika Abrams, collection : Œuvres complètes, 830 p.  (ISBN 2-7291-1324-X).
  - Œuvres complètes II : Dieu le ver, correspondance 1905-1928, Éditions de la Différence, 2005, texte établi, traduit du tchèque, de l'allemand et du latin, annoté et présenté par Erika Abrams, collection : Œuvres complètes, 789 p.  (ISBN 2-7291-1541-2)
  - Œuvres complètes III : Le Monde etc. Philosophica journalistica, 1904-1928, Éditions de la Différence, 2010, texte établi, traduit du tchèque, de l'allemand et du latin, annoté et présenté par Erika Abrams, collection : Œuvres complètes, 831 p.  (ISBN 978-2-7291-1878-5)
  - Œuvres complètes IV : Le Grand Roman, Éditions de la Différence, 2003, texte établi, traduit du tchèque, de l'allemand et du latin, annoté et présenté par Erika Abrams, collection : Œuvres complètes, 718 p.  (ISBN 2-7291-1426-2)

- Le Roman tchèque [« Český román »]  (trad. Erika Abram), Canoë, 2020, 460 p. (ISBN 978-2490251117)

### Études
- Erika Abrams et Louis Arenilla, "Klima Ladislav", in Dictionnaire des philosophes, Encyclopaedia Universalis/Albin Michel, 1998, p. 846-847.